# University of the Sunshine Coast
Die University of the Sunshine Coast (USC) ist eine 1996 gegründete Universität in Queensland in Australien. Ihr Hauptcampus liegt in Sippy Downs bei Buderim an der Sunshine Coast. Sie hat weitere Standorte: Campus Moreton Bay in Petrie bei Brisbane, Campus Fraser Coast in Hervey Bay; Caboolture und Gympie; einzelne Institute befinden sich auch in Birtinya und auf K’gari. Es werden viele Sprachprogramme für den asiatischen Raum angeboten.

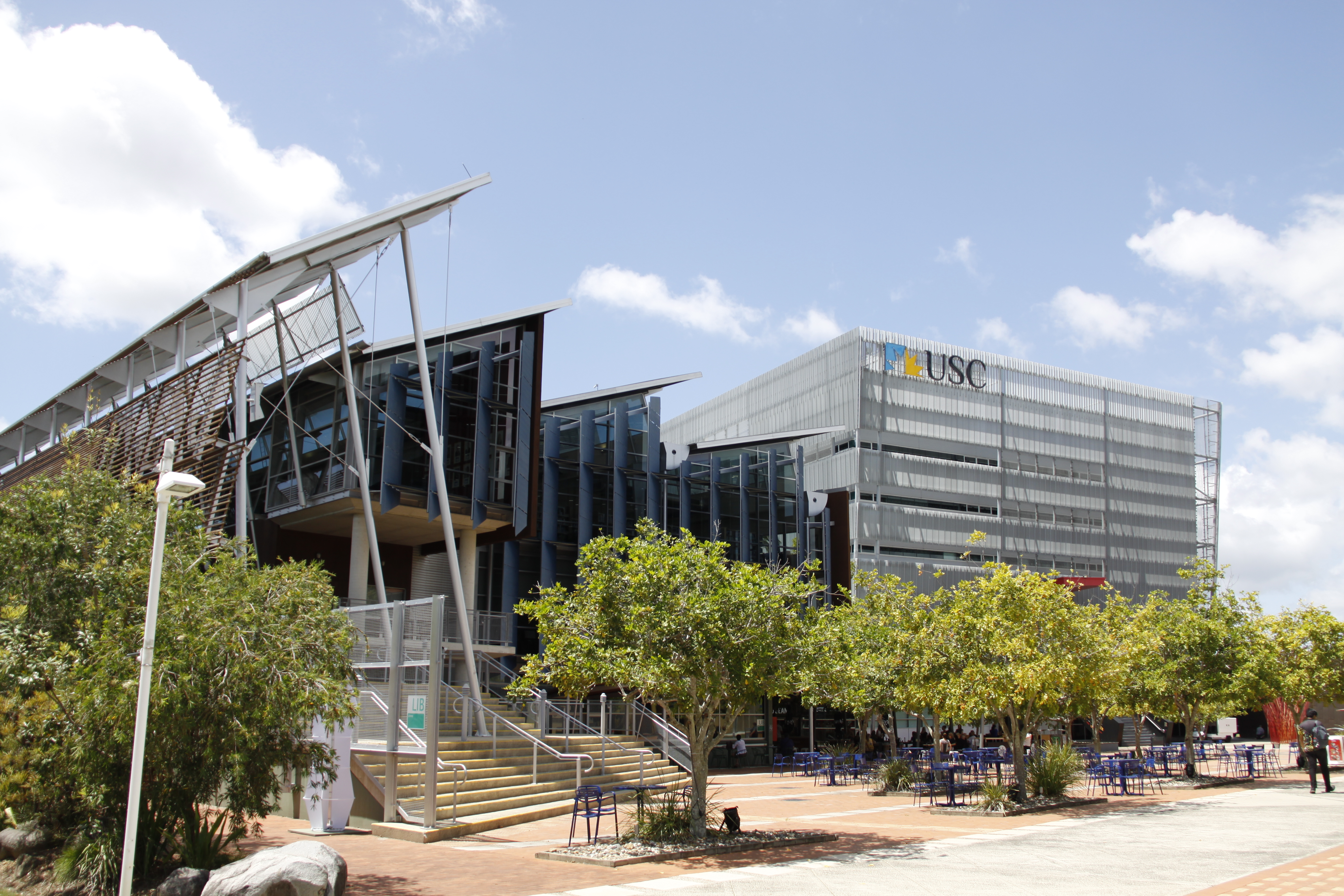
Gebäude am Campus der USC in Sippy Downs (2019)

## Zahlen zu den Studierenden
2020 waren 18.165 Studierende an der University of the Sunshine Coast eingeschrieben (2016: 14.503, 2017: 16.516, 2018: 17.624, 2019: 17.814). 14.544 davon (80,1 %) hatten noch keinen ersten Abschluss, 14.192 davon waren Bachelorstudenten. 1.984 (10,9 %) hatten bereits einen ersten Abschluss und 442 davon arbeiteten in der Forschung.
2009 waren es 6.538 Studierende gewesen und 2008 waren 468 wissenschaftliche Mitarbeiter beschäftigt.